# FC Golden State Force
Der FC Golden State Force ist ein US-amerikanisches Fußball-Franchise mit Sitz in Pomona im Bundesstaat Kalifornien. Die Mannschaft spielt derzeit in der USL League Two und wird ab der Saison 2022/23 auch Teil der MLS Next sein.

## Geschichte
Das Franchise wurde im Jahr 2015 ursprünglich gegründet und nahm erstmals in der Saison 2016 am Spielbetrieb der USL League Two teil. Hier wurde die Mannschaft in die Southwest Division innerhalb der Western Conference platziert. Mit 26 Punkten gelang auch gleich über den dritten Platz nach der Regular Season die Teilnahme an den Divisional Qualifiers der Western Conference. Am Ende erreichte man die Conference Semifinals, wo man mit 0:1 den Calgary Foothills FC unterlag. Eine weitere Leistungssteigerung gelang in der Spielzeit 2017, als man mit 33 Punkten sogar den ersten Platz in der Division schaffte. Schlussendlich erreichte man sogar die National Semifinals, scheiterte hier jedoch an Thunder Bay Chill. Mit deutlichem Vorsprung sprang man auch in der Saison 2018 auf den ersten Platz der Division, bereits in den Conference Semifinals scheiterte man mit 1:3 nach Elfmeterschießen aber am FC Tucson. Doch zumindest die Serie an ersten Plätzen in der Division endete für das Franchise erst einmal nicht und mit 34 Punkten konnte diese Platzierung auch in der Runde 2019 ein weiteres Mal wiederholt werden. Diesmal erreichte man wieder einmal die National Semifinals, hier war nach einer 0:1-Niederlage gegen den späteren Champion Flint City Bucks aber auch schon wieder Ende.
Bedingt durch die COVID-19-Pandemie wurde die Saison 2020 gar nicht erst ausgetragen. In der Folgesaison 2021 verzichtete das Franchise wie auch viele andere Teams aus der Conference dann wiederum auf eine Teilnahme. Stattdessen nahm man an der NISA Nation teil. Erst seit der Saison 2022 spielt die Mannschaft wieder im Spielbetrieb der USL League Two mit. Gleichsam spielt aber auch weiter eine Mannschaft in der NISA Nation, bei der die Mannschaft auch in der Saison 2022 die Southwest Region gewann.